# Hasznos
Hasznos egykori önálló község, 1984 óta Pásztó városrésze. Kelet–nyugat fekvésű településrész Pásztótól keletre a Kövecses-patak mellett a Nyugati-Mátra lábánál. Pásztóval nyugat felől már szinte összeépült. A keresztülvezet rajta a Pásztó-Galyatető-Mátra-nyereg közút, a Mátra egyik fő közlekedési útvonala. Ezen az úton közelíthető meg az egykor hozzá tartozó Mátrakeresztes is.
A falunak Mátraszőlőssel közös vasúti megállóhelye (Mátraszőlős-Hasznos megállóhely) is van; a Tar közigazgatási területén található megállóhely a 21-es főút (Mátraszőlős) és a 2408-as közút (Pásztó) felől egyaránt a 24 303-as számú mellékúton érhető el.

## Története
1265-ben az addig Ágasvárhoz tartozó birtokot a Rátót nemzetséghez tartozó Proch István kapta meg királyi adományként. 1349 körül már hasznosi Nagy Domokos a falu birtokosa, akinek fia, István lett a Pásztói család őse. Közelében található a Hasznosi-víztározó, mely fölött a hasznosi vár maradványai találhatóak.
1983 végéig önálló község volt, Pásztóhoz 1984. január 1-jével csatolták, amikor az városi címet is kapott.